# Comté de Rock (Minnesota)
Pour les articles homonymes, voir Comté de Rock.

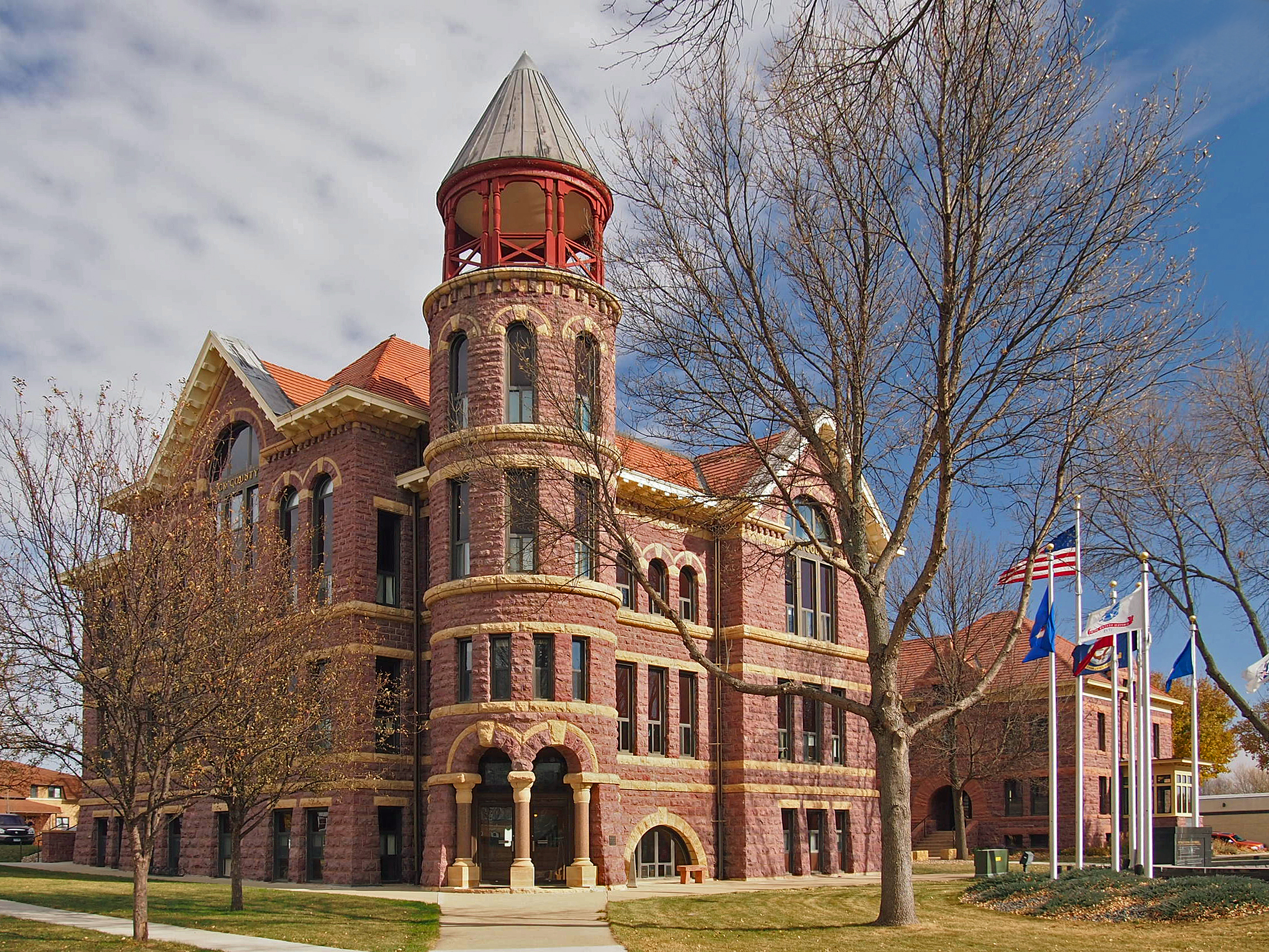
Palais de justice du comté de Rock, à Luverne.

Le comté de Rock est un comté des États-Unis, situé dans l'État du Minnesota. Sa population était de 9721 habitants en 2000, pour une superficie de 1250 km2.
Sa ville principale est Luverne.